# 명조체

1912년대 일본에서 만들어진 명조체 활자의 견본

명조체(明朝體)는 본문에서 많이 쓰이는 대표적인 한글 글꼴이자, 한자 글꼴이다. 바탕체라고도 한다.
가로획이 가늘고 세로획이 굵으며 세로획의 첫머리와 가로획의 끝머리가 세리프로 장식한 글꼴체를 말한다. 한자의 경우 중국 명나라 때 만들어진 글꼴이라는 뜻에서 명조체라는 이름이 유래되었다. 하지만 실제로는 중국 송나라 때의 글자체인 송체에 더 가깝고 중국에서는 명조체를 송체라고 부른다. 한글 글꼴의 경우는 다만 한자의 명조체와 비슷하게 생겼다는 이유에서 그 단어를 차용하게 된 것으로 알려져 있다.
실제로 한글 명조체는 궁체에서 그 모양이 유래되었다. 현재의 한글 명조체는 1960년대 최정호가 만든 서체를 바탕으로 하고 있고 다양한 변형본들이 있다. 주로 책이나 신문 등의 본문 글꼴에 많이 쓰이고, 바탕체라고 부르기도 한다. 영문 세리프 글꼴의 경우에도 한글 명조체와 잘 어울리는 글꼴을 영문 명조체라고 부르기도 한다.
1970년대 사진식자기가 들어오면서 명조체의 종류가 보다 더 다양해 신명조체, 세명조체, 견명조체, 태명조체가 생겼다. 그 중 세명조체와 견명조체, 태명조체는 굵기에 따라 구분된다. 컴퓨터가 1990년대 들어오면서 산돌 제비체와 모리스 바탕체 등이 개발되어 이른바 "명조체의 홍수"가 일어났다. 이 때 신문명조체와 신바탕체 등이 컴퓨터 기술로 통해 만들어졌다.
명조체는 영문 인쇄술의 세리프 글꼴과 대응이 되고 이와 반대로 세리프가 없는 산세리프 글꼴을 고딕체라고 부른다.